# Voldbæk
Voldbæk (eller Voldbækken) er en 4,8 km lang bæk, der har sit udspring i Brendstrup Skov ved Hasle og har udløb i Århus Å lige vest for Brabrand Sø. 

## Restaurering og historie
Eldalen i Tilst var rammen om Voldbækken, som er det ældste registrerede vandløb. Den løber forbi den tidlige landsby Holmstrup (omkring år 800), der blev erstattet af Holmstrupgård i slutningen af 1200-tallet, på hvis marker der langs Voldbækken blev etableret de første bebyggelser på Holmstrup Mark efter udstykningen i 1927. Voldbækken er i dag delvis rørlagt, men kan stadig ses som et væsentligt element i Holmstrup Bakker, som er et af Aarhus Byråd pålagt ejerlav i villakvarteret fra en kommuneplan i 1978.
Voldbækken blev på herregården anvendt i forbindelse med park og med anlagte parksøer og fiskedamme. Til afvanding af området umiddelbart syd for herregården blev der drænet og ledt vand til større bassiner i området kaldet Bremerholm.
Der blev gravet tørv (til brændsel) og mergel i området, hvor Holmstrupgård og Grimhøjgård havde både mergelgrav og tørvegrave. i dag kan stederne stadig ses som små søer.
Siden april 2005 har Aarhus Kommune og Skov og Naturstyrelsen i tæt samarbejde gennemført flere anlægsprojekter i Skjoldhøjkilen vest for Aarhus. Skjoldhøjkilen er en del af True Skov. Voldbækken har blandt andet gennemgået en større restaurering, idet der er etableret 5 søer, tilplantet 55 hektar nye skovarealer i True Skov og anlagt kilometervis af nye stier og skovveje.

## Forløbet
Fra Holmstrup Mark og det restaurerede forløb igennem Skjoldhøjkilen, fortsætter bækken videre ned til True Mølle ved Rætebøllevej. Her blev Voldbækken i begyndelsen af 1960'erne reguleret og omlagt, så der blev frit løb for fiskene. True Mølle blev anlagt 1843 og fungerede til 1931, hvor møllen nedbrændte. Fordi vandmængden var for ringe til vandmøllens drift, blev der anskaffet en petroleumsmotor, som så blev skyld i nedbrændingen. Møllen blev genopbygget og fungerede til slutningen af 1950´erne.
Bækken løber videre ned forbi Helenelyst og er også her tilbagerenovereret, så fiskene har fået gode betingelser, og bækørredderne trives. Bækken løber under Den jyske længdebane og gennem den gamle del af Årslev Skov. Fra sydsiden af baneskrænten og helt ned til Aarslev Vandmølledam var der fiskedamme, også kaldt Fiskeparken, men disse fiskedamme blev nedlagt, da Aarhus Kommune overtog hele området omkring 1958.
Aarslev Vandmølle, der blev bygget i 1856, ligger godt 1 km syd for True Vandmølle; Voldbæk flyder herefter under Silkeborgvej, der blev anlagt i 1854. Stenene i viadukten har tilhørt et dyssekammer fra oldtiden. 
Den praktisk beliggende vandmølle blev en stor virksomhed, og den fik i 1908 et bageri tilknyttet, Aarslev Brødbabrik, som var beliggende for enden af Bagerivej. Årslev Vandmølle blev i februar 1958 købt af kommunen og nedlagt. I 1959 blev det hele revet ned på grund af en stor vejudvidelse af Silkeborgvej. Bækken fortsætter ned under viadukten, og lige til venstre på den anden side lå Brabrand Gasværk, som også brugte Voldbækken som afløb. Ca. 50 m længere mod syd ad Voldbækken var der også en opstemning, hvor bækken blev ledt ind i en dam, som tilhørte Aarslev Sav og Hammerværk, som på den vestlige af bækken havde bygget et karetmagerværksted, som byggede vogne.
Der var ved den nederste ende af dammen opsat en vandturbine, som gav kraft med remtræk til karetmagerværkstedets maskiner, men i 1894 havde man udvidet fabrikken så meget, at der blev anskaffet en stor dampmaskine, hvor vandet blev tilført et stort fyr, som lavede damp til dampmaskinen og til damptørring af træ i lukkede bokse, som blev brugt til produktionen, som i mellemtiden var blevet udvidet til også at lave have- og markredskaber, og hvor der til stadighed var ansat 40 – 60 mand. I april 1969 lukkede man fabrikken,og den b v nedbrudt, og jorden er i dag bebygget med rækkehuse. 
Bækken løber så videre ned under vejkrydset Byleddet, Ørvadsvej og Søskovvej og ud i Århus Å som i 1962 blev flyttet 300 m mod nord til dens nuværende løb.